# Marcílio da Silva Miguel
Marcílio da Silva Miguel (nacido el 10 de agosto de 1995) es un futbolista brasileño que juega como defensa.

## Trayectoria

### Clubes
| Club                | País     | Año         |
| ------------------- | -------- | ----------- |
| ABC                 | Brasil   | 2013 - 2015 |
| Botafogo            | Brasil   | 2014        |
| Mirassol            | Brasil   | 2015 - 2016 |
| Vitória SC          | Portugal | 2016        |
| SC Covilhã          | Portugal | 2017        |
| Guarani             | Brasil   | 2018 - 2019 |
| Renofa Yamaguchi FC | Japón    | 2019 -      |